# Nottinghamshire Police
Nottinghamshire Police – brytyjska formacja policyjna, pełniąca funkcję policji terytorialnej na obszarze hrabstwa ceremonialnego Nottinghamshire. Według stanu na 31 marca 2012, służba liczy 2168 funkcjonariuszy.